# 배변

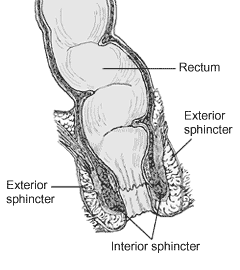
항문직장(항문과 직장 (해부학))의 인체해부학

배변(排便)은 소화 이후에 유기체가 항문이나 총배설강을 통해 소화관으로부터 똥(대변)으로 알려진 고체, 반고체 또는 액체 대사 노폐물을 배출하는 필수적인 생물학적 과정이다.
인간은 똥을 하루에 몇 번에서 일주일에 몇 번까지 다양한 빈도로 배출한다. 주름창자 벽의 근육 수축(일명 꿈틀운동) 물결은 대변을 소화관을 통해 직장 (해부학)으로 이동시킨다. 방귀도 배출될 수 있다. 소화되지 않은 음식물도 똥과 함께 배출될 수 있으며, 이 과정을 소화되지 않은 음식물 배출이라고 한다. 새들이 배변할 때 오줌과 요산염도 같은 덩어리로 배출하지만, 다른 동물들은 배변 시 동시에 배뇨할 수도 있지만 그 과정은 공간적으로 분리되어 있다. 배변은 분만과 죽음을 동반할 수도 있다. 아기들은 외부 음식을 섭취하기 전에 태변이라는 독특한 물질을 배변한다.
설사와 변비와 같이 배변과 관련된 여러 의학적 질환이 있으며, 일부는 심각할 수 있다. 더 단순하고 일상적인 문제는 항문 위생 유지인데, 이는 대개 배변 직후 해당 부위를 청소하는 것을 필요로 한다. 배출된 똥은 질병을 옮길 수 있으며, 대부분 음식 오염을 통해 전파된다. 특히 대장균이 문제이다.
배변훈련 전에는 기저귀에 인분이 수집되는 경우가 많다. 그 후 많은 사회에서는 사람들이 일반적으로 변기에 배변한다. 서양식 수세식 변소는 앉은 자세를 필요로 하지만, 화변기는 그렇지 않다. 그러나 노상 배변, 즉 어떤 종류의 변기도 사용하지 않고 밖에서 배변하는 관행은 일부 개발도상국에서는 여전히 널리 퍼져 있다. 이들 국가의 일부 사람들은 바다에 배변하기도 한다. 선진국들은 하폐수 처리장이나 현장 처리를 통해 검은 물을 처리한다.

## 설명

### 생리
직장 팽대부는 배설되기 전에 대변을 저장한다. 대변이 직장을 채우고 직장 벽을 확장시키면, 직장 벽의 신장 수용체가 배변 욕구를 자극한다. 이러한 배변 욕구는 직장 근육의 반사 수축, 속항문조임근의 이완, 그리고 바깥항문조임근의 골격근 초기 수축에서 비롯된다. 만약 욕구가 따르지 않으면, 직장의 물질은 역꿈틀운동에 의해 대장으로 돌아가는 경우가 많으며, 여기서 더 많은 물이 흡수되고 똥은 다음 횡행결장과 하행결장의 대량 꿈틀운동까지 저장된다.
직장이 가득 차면 직장 내 압력이 증가하여 항문관 벽이 벌어지고 대변이 관으로 들어갈 수 있게 된다. 물질이 항문관으로 밀려 들어갈 때 직장은 짧아지고 꿈틀운동 파동이 똥을 직장 밖으로 밀어낸다. 속항문조임근과 바깥항문조임근은 치골직장근과 함께 근육이 항문을 빠져나오는 똥 위로 당겨 똥이 통과할 수 있도록 한다.

### 수의적 및 불수의적 조절
바깥항문조임근은 수의적으로 조절되는 반면 속항문조임근은 불수의적이다. 아기의 경우 배변은 바깥항문조임근의 수의적 조절 없이 반사 작용에 의해 일어난다. 성인의 배변은 수의적이다. 어린아이들은 배변훈련 과정을 통해 수의적 조절을 배운다. 일단 훈련을 받으면, 변실금이라고 불리는 조절 상실은 신체적 부상, 신경 손상, 이전 수술(예: 회음절개술), 변비, 설사, 직장 (해부학)의 저장 용량 상실, 심한 공포, 염증성 장질환, 심리적 또는 신경학적 요인, 분만, 또는 죽음으로 인해 발생할 수 있다.
때로는 장 움직임을 조절할 수 없거나 극심한 두려움 때문에 배변(보통 배뇨를 동반함)이 불수의적으로 발생하여 속옷을 더럽히는 경우가 있다. 이는 다른 사람이나 공공장소에서 발생할 경우 당사자에게 상당한 당황을 초래할 수 있다.

### 자세
배변의 위치와 방식은 문화에 따라 다르다. 화변기는 아프리카, 아시아, 중동 대부분을 포함하여 전 세계 대다수의 사람들이 사용한다. 서방 세계에서 앉아서 사용하는 변기의 사용은 19세기에 실내 배관이 도입되면서 시작된 비교적 최근의 발전이다.

## 질병
정기적인 배변은 인체 소화관의 기능과 건강을 결정한다. 배변은 인체에서 노폐물을 제거하는 가장 흔한 정기적인 배변 활동이다. 배변 빈도는 개인의 배변 습관, 환경의 영향, 유전적 요인에 따라 매일에서 매주까지 다양하게 달라지기 때문에 파악하기 어렵다. 배변이 장기간 지연되면 대변이 딱딱해져 변비가 발생할 수 있다. 과도한 액체가 흡수되기 전에 배변이 너무 빨리 발생하면 설사가 발생할 수 있다. 다른 관련 증상으로는 복부 팽만, 복통, 복부 팽창 등이 있다. 장 질환은 삶의 질과 일상 활동에 심각한 영향을 미칠 수 있다. 기능성 장 질환의 원인은 다인성적이며, 식품 불내성 및 저섬유질 식단과 같은 식습관이 주요 요인으로 간주된다.

### 변비
변비는 대변을 보는 데 어려움을 겪는 것을 의미하며, 배변 기능 장애라고도 한다. 이는 다양한 연령대에서 발생하는 가장 흔한 소화기 질환 중 하나이다. 일반적인 변비는 복부 팽만, 통증 또는 팽만감과 관련이 있다. 연구에 따르면 만성 변비는 관상동맥 질환 및 허혈성 뇌졸중과 같은 심혈관 사건의 위험이 더 높고, 사망률 증가와도 관련이 있는 것으로 나타났다. 식단 요인 외에도 심리적 트라우마와 '골반저 장애'도 각각 만성 변비와 배변 장애를 유발할 수 있다. 신체 활동, '고섬유질 식단', 프로바이오틱스 및 약물 치료를 포함한 여러 개입은 변비 및 배변 장애를 널리 그리고 효율적으로 치료하는 데 사용될 수 있다.

### 염증성 장질환
염증성 질환은 위장관 전체에 걸쳐 오래 지속되는 만성 염증으로 특징지어진다. 크론병(CD)과 궤양성 대장염(UC)은 한 세기 이상 연구되어 온 염증성 장질환의 두 가지 보편적인 유형이다. 이들은 다양한 환경적 위험 요인, 가족 유전, 흡연과 같은 생활 방식과 밀접하게 관련되어 있다. 특히 크론병은 면역 질환과 관련이 있는 것으로 밝혀졌다. 다양한 수준의 누적 장 손상은 누공, 장 기능 손상, 증상 재발, 장애 등 다양한 합병증을 유발할 수 있다. 환자는 어린이 또는 성인일 수 있다. 최근 연구에 따르면 면역 결핍과 단일 유전자 질환이 젊은 염증성 장 질환 환자의 원인이다.
염증성 장 질환의 일반적인 증상은 감염 수준에 따라 다르지만, 심한 복통, 설사, 피로, 예상치 못한 체중 감소 등이 포함될 수 있다. 크론병은 회장부터 항문까지 소화관의 모든 부위에 감염을 일으킬 수 있다. 내부 증상으로는 설사, 복통, 발열, 만성 빈혈 등이 있다. 외부 증상으로는 피부, 관절, 눈, 간에 미치는 영향이 있다. 위장관 내 미생물총 다양성 또한 현저히 감소하는 것을 관찰할 수 있다. 궤양성 대장염은 주로 대장의 기능에 영향을 미치며, 그 발병률은 크론병의 세 배이다. 임상적 특징 면에서 환자의 90% 이상이 지속적인 설사, 직장 출혈, 물렁한 대변, 대변 내 점액, 직장 뒤틀림, 복통을 보인다. 증상은 약 6주 이상 지속될 수 있다.
염증성 장 질환은 증상 완화 및 유지에 효과적인 '약물 요법'으로 치료될 수 있으며, 이는 '점막 치유' 및 증상 제거로 나타났다. 그러나 임상적 특징의 이질성 때문에 두 염증성 질환을 치료하는 최적의 치료법은 여전히 연구 중이다. UC와 CD는 유사한 증상을 공유하지만, 의료 치료법은 확연히 다르다. 식이 요법은 식이 아연과 생선 섭취를 늘려 CD를 치료하는 데 도움이 될 수 있으며, 이는 장 점막 치유와 관련이 있다. 치료법은 CD의 활성 수준에 따라 약물 치료부터 수술까지 다양하다. UC는 경증에서 중등증 질환에는 면역억제 요법을, 심한 경우에는 생물학적 제제를 사용하여 완화될 수 있다.

### 과민 대장 증후군
과민성 대장 증후군은 만성 복통과 대변 형태의 불일치를 동반하는 장 질환으로 진단되며, 현대 사회에서 쉽게 진단될 수 있는 흔한 장 질환이다. 발병률의 변동은 국가마다 다른 진단 기준 때문으로 설명될 수 있으며, 18-34세 연령대가 고빈도 발병군으로 인식된다. 과민성 대장 증후군의 정확한 원인은 여전히 미스터리로 남아 있지만, '기분과 압력의 변화, 수면 장애, 음식 유발 요인, 미생물 불균형의 변화, 심지어 성기능 장애'와 같은 여러 요인과 관련이 있는 것으로 밝혀졌다. 과민성 대장 증후군 환자의 3분의 1은 가족력이 있어 유전적 소인이 과민성 대장 증후군의 중요한 원인일 수 있음을 시사한다.
과민성 대장 증후군 환자는 일반적으로 복통, 대변 형태의 변화, 반복되는 복부 팽만 및 가스, 동반 질환, 그리고 설사 또는 변비를 유발하는 배변 습관의 변화를 경험한다. 그러나 과민성 대장 질환 환자는 건강해 보이지만 불안과 긴장도 감지될 수 있다. 이러한 전형적인 증상 외에도 직장 출혈, 예상치 못한 체중 감소 및 염증 표지자 증가는 추가적인 의료 검사와 조사를 필요로 한다.
과민성 대장 질환의 치료는 다방면적이다. 식이 개입과 약물 요법 모두 어느 정도 증상을 완화할 수 있다. 알레르기 유발 식품군을 피하는 것은 소화관의 발효 및 가스 생성을 줄여 복통과 팽만감을 효과적으로 완화함으로써 유익할 수 있다. 완하제, 로페라미드 및 루비프로스톤과 같은 약물 개입은 설사, 복통 및 변비를 포함한 심한 증상을 완화하기 위해 적용된다. 심리 치료, 식이 보충제 및 장 중심 최면 요법은 우울증, 기분 장애 및 수면 장애를 대상으로 하는 데 권장된다.

### 장 폐쇄
장 폐쇄는 소장과 대장 모두에서 발생할 수 있는 막힘 현상이다. 수축 증가는 막힘을 완화할 수 있지만, 기능이 감소하면서 지속적인 수축은 소장의 운동성을 중단시켜 폐쇄를 형성할 수 있다. 동시에 수축 부족은 액체와 가스의 축적을 촉진한다. 그리고 "전해질 불균형"도 발생한다. 소장 폐쇄는 심각한 신장 손상과 저혈량증을 초래할 수 있다. 동시에 "점막 허혈 및 천공"으로 발전할 수 있다. 소장 폐쇄 환자는 변비, 교착, 복통, 구토를 경험하는 것으로 밝혀졌다. 수술적 개입은 주로 심한 소장 폐쇄 상태를 치료하는 데 사용된다. 비수술적 치료에는 비위관 감압, 수용성 조영제 과정 또는 증상 관리가 덜 심각한 증상을 치료하는 데 적용될 수 있다.
연구에 따르면 대장 폐쇄는 소장 폐쇄보다 덜 흔하지만, 여전히 높은 사망률과 관련이 있다. 대장 폐쇄는 결장 폐쇄라고도 하며, 결장에 막힘이 형성되는 급성 결장 폐쇄를 포함한다. 결장 폐쇄는 고령층에서 빈번하게 발생하며, 종종 심각한 '동반 질환'을 동반한다. 결장암이 결장 폐쇄의 주요 원인으로 밝혀졌지만, 전 세계적으로 꼬임도 두 번째로 흔한 원인으로 밝혀졌다. 또한 낮은 운동성, 건강하지 못한 정신 상태, 제한된 생활 환경도 위험 요소로 나열된다. 수술과 결장 스텐트 삽입은 결장 폐쇄를 치료하는 데 널리 적용된다.

### 기타
닫힌 기도에 대해 강제로 숨을 내쉬는 시도(발살바 기동)는 때때로 변기에서 배변을 유도하기 위해 시행된다. 호기 가슴 근육, 가로막, 복벽 근육 및 골반 가로막의 이러한 수축은 소화관에 압력을 가한다. 이 시점에서 환기는 폐가 가슴 가로막을 아래로 밀어 압력을 가하기 위해 일시적으로 중단된다. 심정지 및 기타 심혈관 합병증은 드물게 발살바 기동을 사용하여 배변을 시도하는 경우 발생할 수 있다. 발살바 망막병증은 발살바 기동과 관련된 또 다른 병리적 증후군이다. 흉부 혈압이 상승하고 반사 반응으로 심장이 펌프하는 혈액의 양이 감소한다. 배변으로 인해 동맥류 파열이나 혈전 이탈(혈전증 참조)을 유발할 만큼 혈압이 상승하여 사망하는 경우도 발생했다. 또한 발살바 기동을 해제하면 혈압이 떨어지며, 이는 화장실에서 빨리 일어나는 것과 결합되어 실신을 초래할 수 있다.

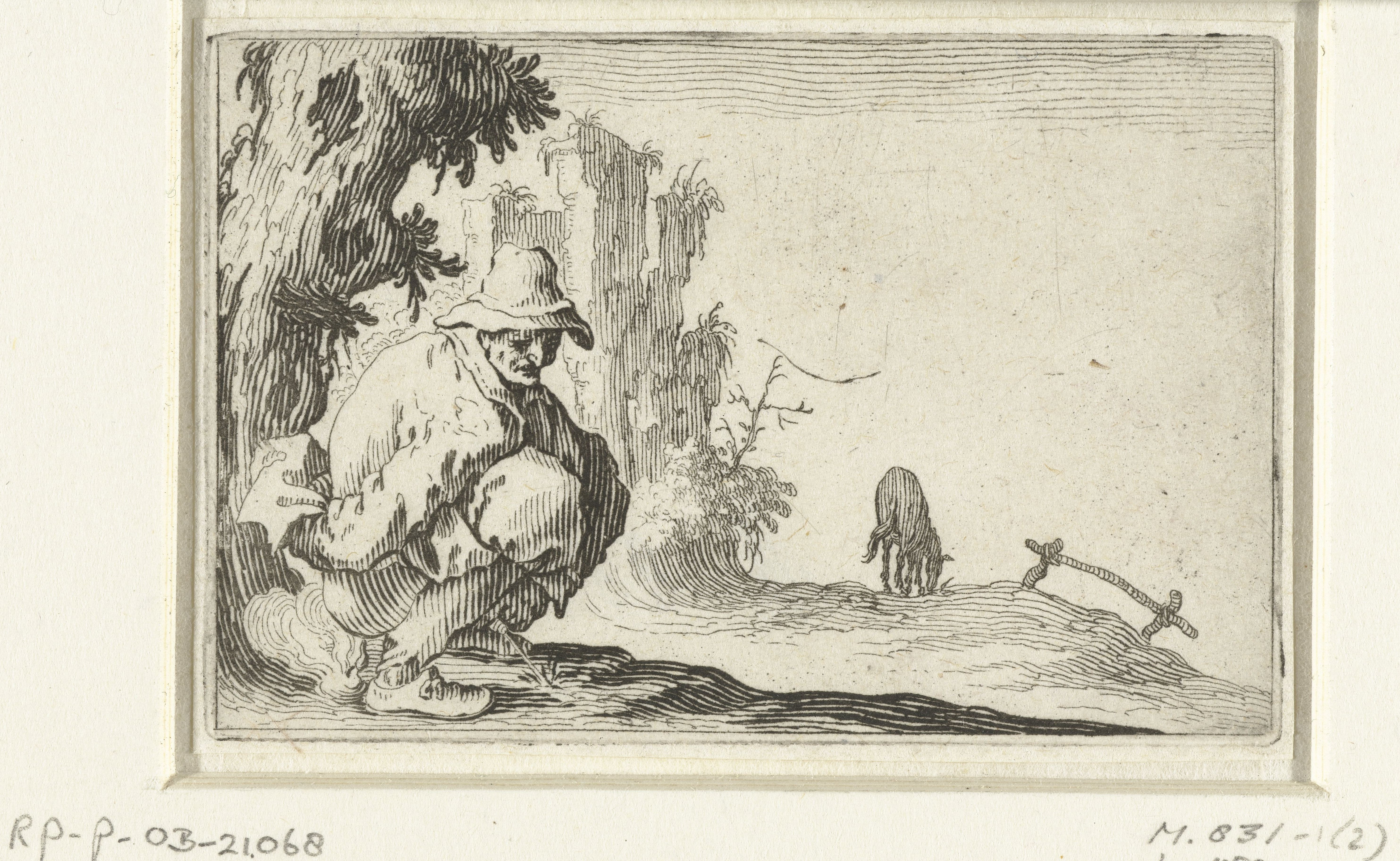
밖에서 배변하는 사람. 에칭, 종이. 자크 칼로. 암스테르담 국립박물관. 1621

## 사회와 문화

### 노상 배변
노상 배변은 변기를 사용하지 않고 야외(개방된 환경)에서 배변하는 인간의 관행이다. 사람들은 밭, 덤불, 숲, 도랑, 거리, 운하 또는 기타 개방된 공간을 배변 장소로 선택할 수 있다. 그들은 변기를 쉽게 사용할 수 없거나 전통적인 문화 관행 때문에 그렇게 한다. 이 관행은 위생 시설 인프라와 서비스가 부족한 곳에서 흔하다. 변기가 있더라도 변기 사용을 장려하기 위한 행동 변화 노력이 여전히 필요할 수 있다.
노상 배변은 환경을 오염시키고 건강 문제를 야기할 수 있다. 높은 수준의 노상 배변은 높은 아동사망률, 열악한 영양, 빈곤, 그리고 빈부 격차의 심화와 관련이 있다.(p. 11)
노상 배변 종식은 지속 가능한 발전 목표 6번을 향한 진전을 측정하는 데 사용되는 지표이다. 극빈과 위생 시설 부족은 통계적으로 연관되어 있다. 따라서 노상 배변을 없애는 것은 빈곤 퇴치 노력의 중요한 부분으로 간주된다.

### 배변 후 항문 청결
항문과 볼기는 배변 후 두루마리 휴지나 이와 유사한 종이 제품, 또는 기타 흡수성 물질로 청결하게 할 수 있다. 힌두교와 이슬람교와 같은 많은 문화권에서는 배변 후 항문 청결을 위해 두루마리 휴지와 함께 또는 오직 물만을 사용한다. 배변 후 항문 청결을 위해 물을 사용할 경우, 그 후 해당 부위를 말리기 위해 두루마리 휴지를 사용할 수 있다. 일부 의사와 과학 및 위생 분야에서 일하는 사람들은 배변 후 항문 청결을 위해 비데를 사용하는 것이 위생적이고 환경 친화적이라고 밝혔다.

### 신화와 전통

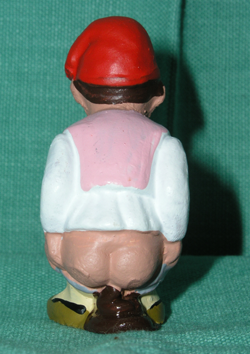
카가네르는 스페인 성탄 장면에 등장하는 배변하는 입상이다.

일부 민족은 배변이 중요한 역할을 하는 문화적으로 의미 있는 이야기를 가지고 있다. 예를 들어:
- 인도네시아 말루쿠 제도 세람섬의 알루네인과 웨말레족 전설에서, 신화 속 소녀 하이누웰레는 귀중한 물건을 배변한다.[36]
- 카탈루냐(스페인)의 전통 중 하나는 카가네르와 관련이 있는데, 이는 카탈루냐와 인근 카탈루냐 문화권 지역의 성탄 장면에 등장하는 배변 행위를 묘사한 입상이다. 카가네르의 정확한 기원은 알려져 있지 않지만, 이 전통은 적어도 18세기부터 존재해 왔다.[37]

### 심리학
심리학의 일부 측면은 배변 행위와 관련이 있다. 인간에게는 내재된 사생활에 대한 욕구가 있다. 프로이트는 발달의 두 번째 단계인 항문기를 규정했는데, 이 단계는 방광과 장으로부터 노폐물 배출을 중심으로 한다. 그는 두 가지 유형을 분류했다: 항문 보류적(anal retentive)과 항문 배출적(anal expulsive).

## 같이 보기
- 배설
- 완하제